# Гераклид (врач)
Гераклид (др.-греч. Ἡρακλείδης) — древнегреческий врач, асклепиад.
По легенде — потомок Асклепия в 16-м поколении.
Женился на женщине по имени Фенарета, которая впоследствии родила ему сына — знаменитого врача Гиппократа.